# Утехин, Илья Владимирович
Илья́ Влади́мирович Уте́хин (род. 19 марта 1968, Ленинград) — российский социолог, этнолог, историк культуры, антрополог и специалист по когнитивным наукам. Кандидат исторических наук (2001), доцент кафедры проблем междисциплинарного синтеза в области социальных и гуманитарных наук факультета свободных искусств и наук СПбГУ, декан и профессор факультета антропологии Европейского университета в Санкт-Петербурге.

## Биография
В 1984 году сотрудничал с группой «Алиса», выступая как автор текстов; на его удостоверении для прохода в рок-клуб значилось: «Поэт группы „Алиса“»; он был автором большинства текстов альбома «Кривозеркалье». C приходом в группу Константина Кинчева сотрудничество с Утехиным прекратилось.
В 1985 году окончил Гимназию № 67 и в том же году поступил на филологический факультет Ленинградского государственного университета. На старших курсах увлекся семиотикой и антропологией. В 1992 году окончил защитив диплом на кафедре общего языкознания.
После университета поступил в аспирантуру Музея антропологии и этнографии к представителю тартуской школы этносемиотики А. К. Байбурину, во многом под влиянием учебной программы по теории языка, на которой преподавали А. К. Байбурин и Н. Б. Вахтин. Кроме того испытал на себе влияние фольклориста Г. А. Левинтона, и находился под воздействием идей Г. Бейтсона.
Параллельно учился на буддологической программе, организованной на философском факультете СПбГУ Е. А. Торчиновым и К. Ю. Солониным.
В середине 1990-х годов с подачи А. С. Штерн читал специальный курс лекций по семиотике на кафедре общего языкознания в СПбГУ, а с 1996 года — в ЕУСПб по семиотике и лингвистике.
В 2001 году в Институте этнологии и антропологии имени Н. Н. Миклухо-Маклая РАН защитил диссертацию на соискание учёной степени кандидата исторических наук по теме «Быт больших коммунальных квартир г. Ленинграда (Петербурга) в 1970-90-е гг.: стереотипы повседневного поведения». Этот исследовательский проект в значительной мере опирался на визуальные материалы, что в дальнейшем вылилось в интерес к визуальной антропологии.
В 2000-х работал в области когнитивной науки и экспериментального исследования коммуникативного взаимодействия, параллельно руководя программой «Семиотика и теория коммуникации» на филологическом факультете СПбГУ.
С 2002 по 2008 год выполнял обязанности декана факультета этнологии ЕУСПб, который в 2008 переименован в факультет антропологии.
Также преподавал семиотику в Университете Хельсинки, Институте гуманитарных исследований (Любляна, Словения), Сорбонне, Университете Версаль-Сен-Кантен-ан-Ивелин (Франция), Американском университете в Праге, Центре независимых социологических исследований (Санкт-Петербург, Россия).
С 2006 года регулярно проводит Открытый семинар по визуальной антропологии в ЕУСПб и книжном магазине «Порядок слов».
В ноябре 2007 года был гостем программы «Школа злословия».
Во время событий весны 2008 года в ЕУСПб снимал на камеру происходившее. Отснятый материал вошёл в 50-минутный фильм «Пуговка» (2009). Фильм демонстрировался в Санкт-Петербурге и, затем, в Берлине в 2011 году, где проходила очередная встреча выпускников ЕУСПб.
29 мая 2009 года поставил свою подпись под открытым обращением «академической и правозащитной общественности по поводу последних инициатив властей по „корректировке“ отечественной истории» — указа Дмитрия Медведева N 549 от 15 мая 2009 года «О Комиссии при Президенте Российской Федерации по противодействию попыткам фальсификации истории в ущерб интересам России» и Проекта Федерального закона «О противодействии реабилитации в новых независимых государствах на территории бывшего Союза ССР нацизма, нацистских преступников и их пособников».
В 2021 году снял документальный фильм "Первая волна" о первой волне коронавируса.

## Научные труды

### Монографии
- Очерки коммунального быта. — М.: ОГИ, 2001. (2004 — изд 2-е, испр. и доп.)
- Место действия: публичность и ритуал в пространстве постсоветского города. — М.: Институт медиа, архитектуры и дизайна «Стрелка», 2012.
- Утехин И. Что такое визуальная антропология. Путеводитель по классике этнографического кино. — СПб., Порядок слов, 2019.

### Статьи
на русском языке
- Утехин И. В. Представления русских о коже // Коды славянских культур. Белград, 2000. Т. 4.
- Утехин И. В. Учение виджнянавадинов о восьмом сознании // Мысль. Ежегодник Петербургской ассоциации философов. No 1. СПб, 1997 — с. 148—163
- Утехин И. В. Театральность как инстинкт: семиотика поведения в трудах Н. Н. Евреинова // Театр. 2001. № 2
- Утехин И. В. Об анекдотах и чувстве юмора у детей // Труды факультета этнологии. Вып. 1. СПб., 2001
- Утехин И. В. Стекло на вырез // Неприкосновенный запас. 2002. № 4 (24)
- Утехин И. В. Семиотика; знак; система; структура; текст; язык; культура; кибернетика; Якобсон; Курехин; рок-музыка в СССР // Российский гуманитарный энциклопедический словарь в 3-х т., под ред. П. А. Клубкова. СПб, 2002
- Утехин И. В. Мелочи жизни // Нева, 2003. № 3
- Утехин И. В. Социология в трамвае // Нева, № 1, 2004
- Утехин И. В. Язык русских тараканов: (к постановке вопроса) // Семейные узы: Модели для сборки. Книга 1. М.: НЛО, 2004
- Утехин И. В. Время несвободы // Неприкосновенный запас. — 2004. — № 3(35).
- Утехин И. В. Из наблюдений над поэтикой жалобы // Studia Ethnologica. Труды факультета этнологии. СПб., 2004
- Утехин И. В. О смысле включенного наблюдения повседневности // История повседневности. Сб. статей. ЕУСПб, 2004
- Утехин И. В. К семиотике страстей коммунального человека // Wiener Slawistischer Alamanach, Band 54 (2004) Тело, дух и душа в русской литературе и культуре, с.291-308
- Утехин И. В. К семиотике кожи в восточнославянской традиционной культуре // Тело в русской культуре. М, НЛО, 2005, с.119-130
- Утехин И. В. Происки постороннего (Из материалов по жилищному вопросу) //Россия/Russia Вып. 4 [12]: Образ врага. М.: ОГИ, 2005
- Утехин И. В. Устные рассказы о блокадном опыте: свидетельства разных поколений // Антропологический форум, 5 (2006), с.325-344
- (в соавторстве с Т. Ворониной). Реконструкция смысла в анализе интервью: тематические доминанты и скрытая полемика // Память о блокаде: Свидетельства очевидцев и историческое сознание общества: Материалы и исследования / Под ред. М. В. Лоскутовой. М.: Новое издательство, 2006. С. 230—261
- Утехин И. В. О бытовом ограждении // АБ-60. Сборник статей к 60-летию А. К. Байбурина. СПб: Изд-во Европейск. ун-та в СПб., 2007. (Studia Ethnologica. Труды факультета Этнологии. Вып. 4). с.375-383
- Утехин И. В. Особенности неуклонного роста в условиях зрелости // Неприкосновенный запас. 2007, № 4 (54)
- Утехин И. В. Детские анекдоты и остроумие у детей: когнитивные механизмы и коммуникативное взаимодействие // В кн. Когнитивные исследования. Сб.науч. трудов. Вып.2. Отв. ред. Т. В. Черниговская, В. Д. Соловьев. М., Изд-во «Институт психологии РАН», 2007
- Утехин И. В. Механизмы согласования общего фона в совместной деятельности и особенности проявления способности к Theory of Mind в норме и патологии // Третья международная конференция по когнитивной науке. Тезисы докладов. М., 2008. С. 470—471
- Утехин И. В. Индексальность // Программа «Семиотика и теория коммуникации» Факультета филологии и искусств. Документы и материалы. СПбГУ, 2008 с. 112—132
- Утехин И. В. Иконичность // Программа «Семиотика и теория коммуникации». Документы и материалы. Вып. 2. СПбГУ, 2010. С.104-119
- (в соавторстве с Г. Скопиным, Т. В. Черниговской) Способы выражения пространственных отношений в ситуации затрудненной коммуникации (на материале совместной деятельности с участием больных шизофренией). Четвёртая международная конференция по когнитивной науке. 22-26 июня 2010, Томск. Т.2, с.520-521
- Утехин И. В. Наблюдение человека //Сеанс, 2011, #43-44
- Утехин И. В. Научное знание в эпоху интернета (Ответы на вопросы редакции) // Антропологический форум, 2011, #14
- Утехин И. В. О метауровне коммуникации в ходе совместной деятельности // Социология власти № 8, 2012. C. 8-35
- Утехин И. В. Взаимодействие с «умными вещами»: введение в проблематику // Антропологический форум № 17, 2012. С. 134—156
- Утехин И. В. Невопросительные вопросы и интеракционный подход к контексту // ACTA LINGUISTICA PETROPOLITANA. Труды Института лингвистических исследований РАН / Отв. ред. Н. Н. Казанский. Т. IX. Ч. 3. Сборник статей к 60-летию Евгения Васильевича Головко / Сост. и ред. тома Н. Б. Вахтин, Е. В. Перехвальская. СПб.: Наука, 2013. C. 81-95.

на других языках
- Spanish Echoes of J.von Uexkull’s Thought // Semiotica, 2001, 1-4, p. 635—642.
- Filling Dwelling Place with History: The case of «Communal Apartments» in St.Petersburg // Composing Urban History and the Constitution of Civic Identities (eds. Blair Ruble and John Czaplicka). The Johns Hopkins University Press[англ.], 2003, pp. 86–109
- Toward A Semiotic Analysis Of «Dwelling Place Paranoids»: Some Cultural Determinants Of A Psychopathology // Tarasti, E., ed.: Understanding / Misunderstanding. Contributions to the Study of the Hermeneutics of Signs. Acta Semiotica Fennica XVI, Helsinki 2003.
- Local identity and historical memory of community: the case of "communal apartments: in St. Petersburg// Cultural Identity in Transition : Contemporary Conditions, Practices and Politics of a Global Phenomenon. Edited by Jari Kupiainen, Erkki Sevanen and John A. Stotesbury, New Dehli: Atlantic, 2004.
- Housing // Routledge Encyclopedia of Contemporary Russian Culture (Edited by Tatiana Smorodinskaya, Karen Evans-Romaine, Helena Goscilo). London; New York, 2006.
- Obshchestvennaia Rabota // Routledge Encyclopedia of Contemporary Russian Culture (Edited by Tatiana Smorodinskaya, Karen Evans-Romaine, Helena Goscilo). London; New York, 2006.
- Psoy Korolenko // Routledge Encyclopedia of Contemporary Russian Culture (Edited by Tatiana Smorodinskaya, Karen Evans-Romaine, Helena Goscilo). London; New York, 2006.
- Die Wohngemeinschaft als Schicksal: Kommnalwohnungen in St.Petersburg // Karl Schloegel, Frithjof Benjamin Schenk, Markus Ackeret (Hg.) Sankt-Petersburg.Schauplaetze einer Stadtgeschichte. Frankfurt/New York: Campus Verlag, 2007. S.349-367
- Everyday Life in Early Soviet Russia: Taking the Revolution Inside, and: Entsiklopediia banal´nostei: Sovetskaia povsednevnost´. Kontury, simvoly, znaki (review) // Kritika: Explorations in Russian and Eurasian History — Volume 8, Number 2, Spring 2007, pp. 461–470
- (в соавторстве с Т. Ворониной) Tonspuren der Leningrader Blockade. Erinnerungen und Erinnerungspolitik // Akustisches Gedächtnis und Zweiter Weltkrieg. Robert Maier (Hg.) Eckert. Die Schriftenreihe. V&R Unipress, 2011. S.63-74
- Privatsphäre, Nachbarschaft, Zusammenleben: (Post-)Sowjetische Kommunalwohnungen // Sandra Evans, Schamma Schahadat (Hg.) Nachbarschaft, Räume, Emotionen Interdisziplinäre Beiträge zu einer sozialen Lebensform. Bielefeld: Transcript Verlag, 2012. P.189-204.
- Social Networking on the Internet: Is the Russian Way Special? // Pekka Pesonen, Risto Alapuro and Arto Mustajoki, Eds. Understanding Russia. (Routledge Advances in Sociology). Routledge, 2012. pp. 245–256

### Рецензии
- Утехин И. В. Рец. на кн.: Светлана Бойм. Общие места. М., НЛО, 2002 // Критическая масса. —2003. — № 1.
- Утехин И. В. К истории антропологического взгляда на визуальность. Рец. на «Made to Be Seen: Perspectives on the History of Visual Anthropology» / Eds. M. Banks, J. Ruby. — Chicago; L.: University of Chicago Press, 2011. — 419 p. // Новое литературное обозрение. — № 124. — 2013.

### Редактирование, переводы
- Дюран Д. Коммунизм своими руками: Сельскохозяйственные коммуны в СССР 1920-х. СПб, Издательство ЕУСПб, 2010. Составление, подготовка текста, перевод с французского, научное редактирование.
- Рис Н. «Русские разговоры»: Культура и речевая повседневность эпохи перестройки. Пер. с англ. Н. Кулаковой и В. Б. Гулиды. Предисл. И. Утехина. М.: Новое литературное обозрение, 2005.
- Малиновский Б. Научная теория культуры / Пер., коммент. М.: ОГИ, 2000.
- Мосс М. Социальные функции священного / Ред., пер., коммент. СПб.: Евразия, 2000.

### Мультимедиа
- Виртуальный музей советского быта «Коммунальная квартира» (2007) (в соавторстве с Славой Паперно, Нэнси Рис, Алисой Нахимовской)
- Взрослость инвалидов, проживающих в психоневрологическом интернате // Антропологический форум online, 2012, Вып. 17 (в соавторстве с А. Клепиковой)
- Ребёнок с отклонениями развития: Опыт анализа фреймов // Антропологический форум online, 2010, Вып. 12 (в соавторстве с А. Клепиковой)
- PUGOVKA (29 min). Документальный фильм. 2009 (сценарий, камера, звук, монтаж)
- Первая волна (59 мин.) Документальный фильм. 2021
- Картинки из мыльницы (Выставка фотографий). DO-галерея, Санкт-Петербург. Ноябрь 2009